# 환타즘 3
환타즘 3(Phantasm III: Lord Of The Dead)은 미국에서 제작된 돈 코스카렐리 감독의 1994년 액션, 공포, SF 영화이다. 레기 바니스터 등이 주연으로 출연하였고 돈 코스카렐리 등이 제작에 참여하였다.

## 출연

### 주연
- 레기 바니스터
- A. 마이클 볼드윈
- 빌 쏜버리

### 조연
- 신디 엠부엘
- 존 데이비스 챈들러

## 제작진
- 미술: 켄 에이첼
- 의상: 칼라 기븐스